# Allradlenkung

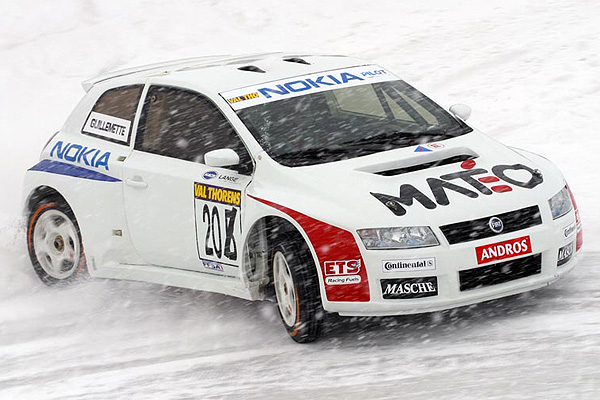
Allradlenkung im Autosport: Fiat Stilo mit Allradantrieb bei einem Eisrennen der Trophée Andros

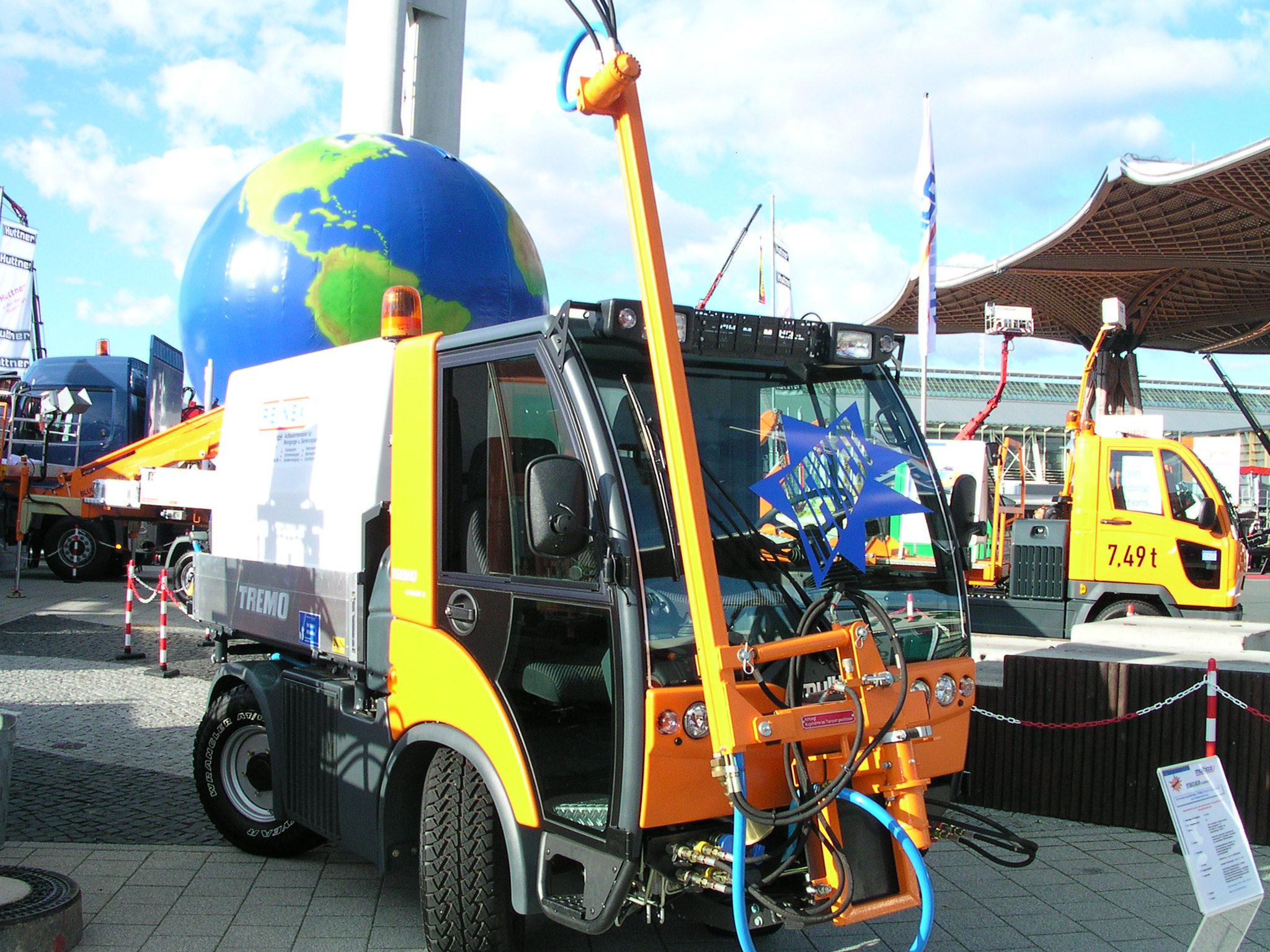
Allradlenkung mit 3,10 m Wenderadius bei einem Multicar Tremo Carrier

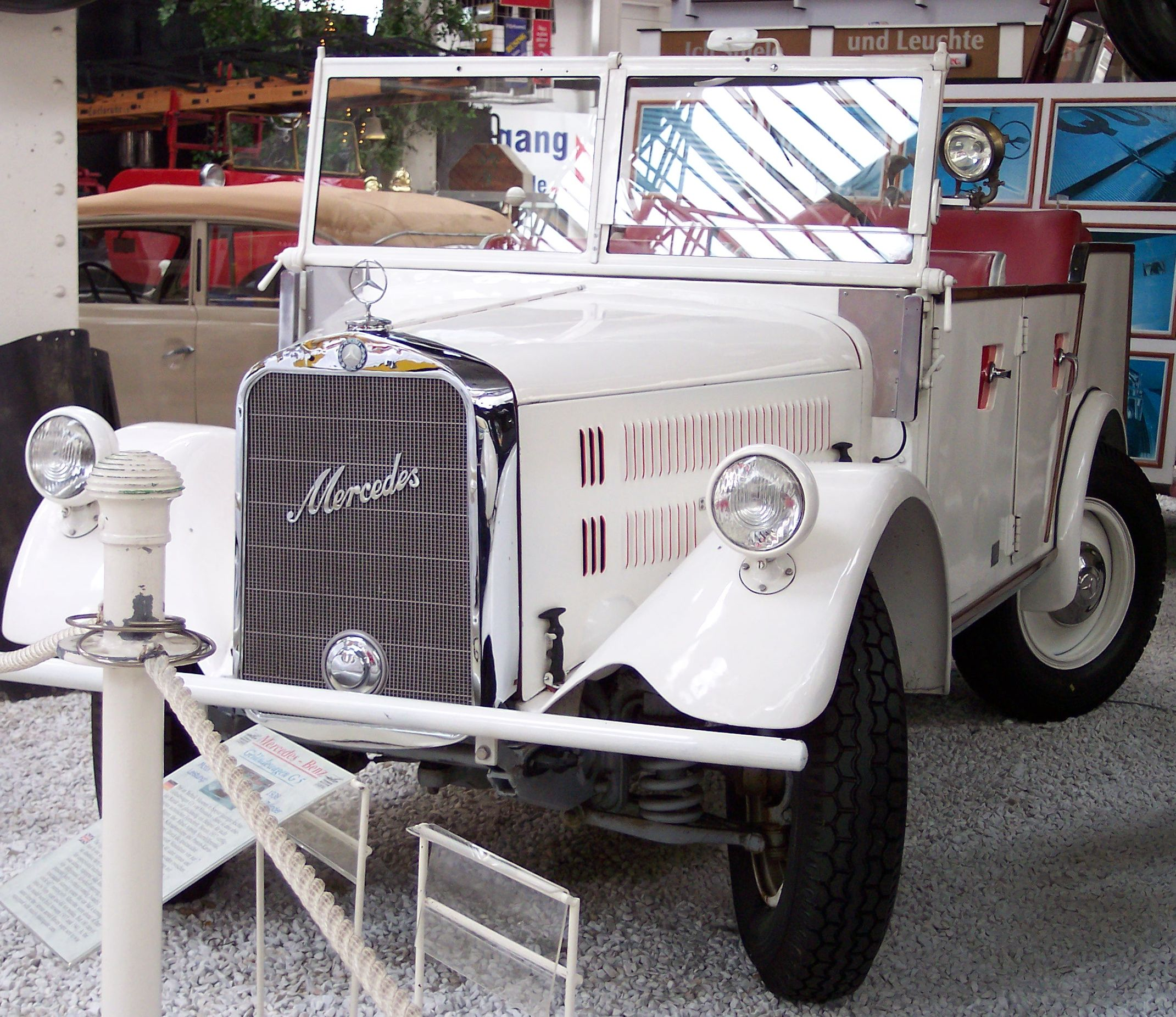
Mercedes-Benz G5 Kübelwagen von 1937 bis 1941 mit Allradlenkung

Allradlenkung ist eine Technik bei mehrspurigen Kraftfahrzeugen, die zum Richtungswechsel alle Räder lenkt; im Gegensatz zur gebräuchlichen Lenkung, bei der die Räder nur einer Achse, in der Regel  der Vorderachse gelenkt werden. Bei Gabelstaplern, Mähdreschern, Vorderkippern (Dumpern) und ähnlichem werden die Räder der Hinterachse gelenkt.

## Funktion
Mit Allradlenkung werden normalerweise nur Spezialfahrzeuge ausgerüstet, die auf engstem Raum manövrieren müssen. Beispiele sind Vierwegestapler, die sich seitlich bewegen können, statt eine Kurve zu fahren und Kehrmaschinen, die auf kleinstem Raum wenden können.
Die Allradlenkung erhöht bei Spezialfahrzeugen, wie beispielsweise überlangen Schwertransportern, die Fähigkeit, auch unter schwierigen räumlichen Verhältnissen zu rangieren.
Bei Pkw wird eine Allradlenkung verwendet, um je nach Fahrgeschwindigkeit folgende Funktionen darzustellen:
- Wendekreisverringerung beim Manövrieren durch gegensinniges Lenken der Hinterräder mit relativ großen Lenkwinkeln (mehrere Grad)
- Steigerung der Agilität bei kleinen und mittleren Geschwindigkeiten durch gegensinniges Lenken der Hinterräder mit kleinen Lenkwinkeln
- Steigerung der Stabilität bei höheren Geschwindigkeiten durch gleichsinniges Lenken der Hinterräder mit kleinen Lenkwinkeln

Der Übergang zwischen dem Bereich der Agilisierung und der Stabilisierung ist abhängig von der Abstimmung des Fahrzeugs; er liegt im Bereich von ca. 50 bis 100 km/h. Beim gegensinnigen Lenken wird eine Erhöhung der Gierwinkelgeschwindigkeit erreicht, wohingegen diese bei gleichsinnigem Lenken verringert wird und der Aufbau der Querbeschleunigung schneller erfolgt. Durch die Verringerung des Schwimmwinkels wird die Fahrstabilität verbessert.

## Technik

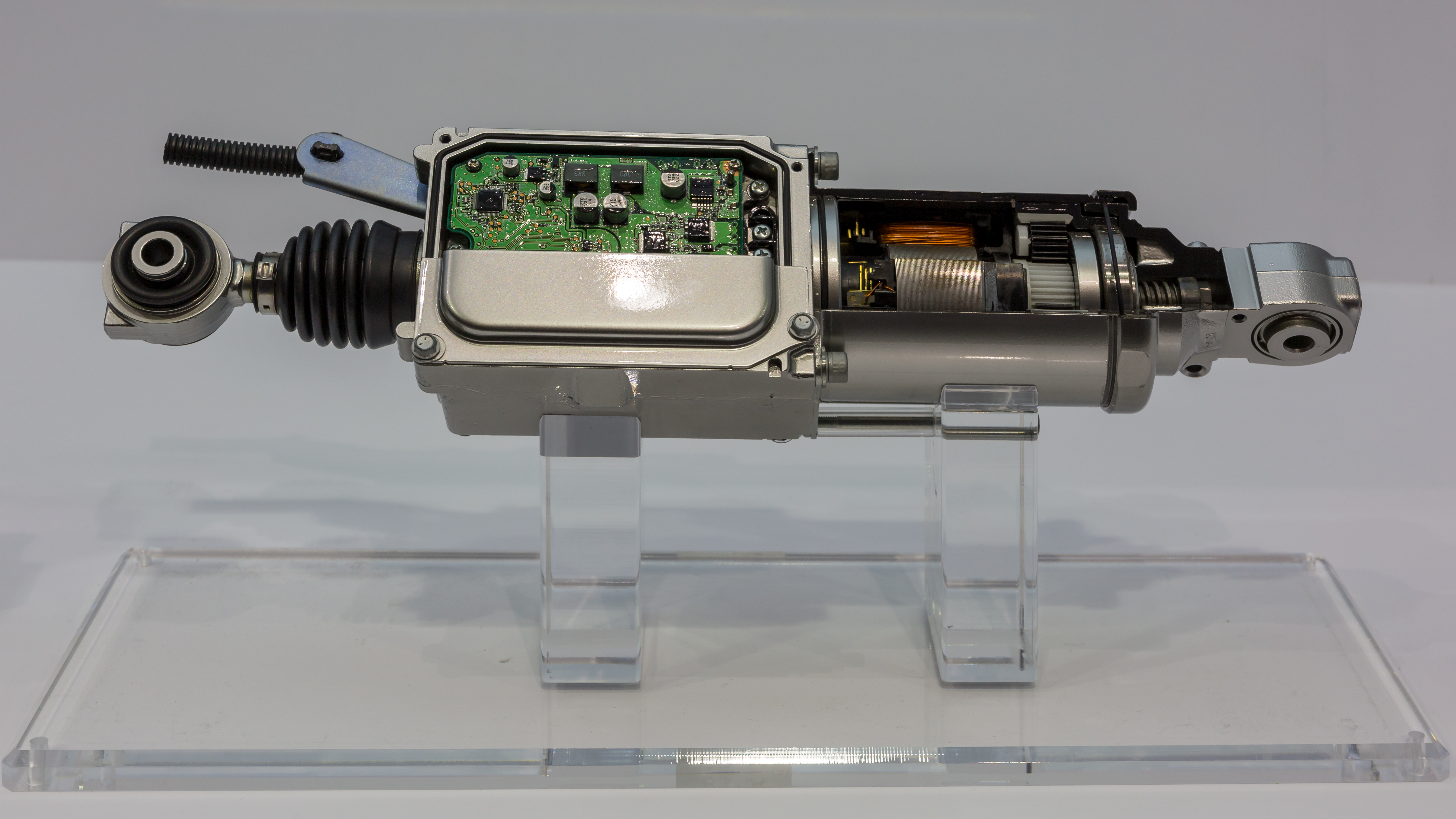
Antrieb für aktive Hinterradlenkung mit integriertem Steuergerät von Aisin Seiki

Aktive Hinterachslenkungen bei Pkw greifen auf verschiedene technische Umsetzungen zurück. So kann eine Lenkung ähnlich derer an der Vorderachse verwendet werden (Zahnstangenlenkung usw.), die über Spurstangen beide Hinterräder verstellt. In einer anderen Umsetzung werden die passiven Spurlenker der Hinterachse durch aktive Stellantriebe ersetzt, so dass beide Hinterräder jeweils über einen eigenen Antrieb verfügen. Ferner werden auch besondere Lenkgestänge eingesetzt, die wiederum über einen einzelnen Antrieb verstellt werden. Die heute eingesetzten Systeme sind allesamt Steer-by-Wire Systeme, d. h., sie werden elektro-motorisch angesteuert und es existieren keine mechanischen oder hydraulischen Kopplungen zur Vorderachslenkung. Damit werden besondere Anforderungen an die funktionale Sicherheit gestellt, insbesondere gemäß der ISO 26262.
Für die eigentliche Lenkfunktion, also die Berechnung des Hinterachs-Lenkwinkels aus den Fahrzeugparametern, sind verschiedene Vorgänge der Integration denkbar. Alle heute bekannten aktiven Systeme verfügen über ein eigenes elektronisches Steuergerät (auch „ECU“ genannt, entsprechend dem englischen Wort) zur Ansteuerung des Systems (Verstellfunktion, Diagnosen usw.). Die Lenkfunktion kann auf diesem Steuergerät platziert sein. Alternativ wird die Funktion an anderer Stelle integriert, z. B. im Steuergerät der Vorderachslenkung oder der Fahrdynamikregelung.
Die oben genannte Lenkfunktion kann durch verschiedene Algorithmen dargestellt werden. Eingangsgrößen sind in der Regel der Lenkwinkel der Vorderachse sowie die Fahrgeschwindigkeit. Im einfachsten Fall ist es eine Vorsteuerung, die auf Basis der Eingangsgrößen den sogenannten Lenkfaktor bestimmt, also den Quotienten aus Hinterachs- zu Vorderachslenkwinkel.
Verschiedene Automobilzulieferer haben entsprechende Hinterachslenksysteme im Programm:
- Active Rear Axle Kinematics (ARK) von Continental (vormals Continental Automotive Systems, CAS)[3]
- eRAS-Hinterachsenlenksystem für Nutzfahrzeuge der Robert Bosch GmbH[4]
- Active Kinematics Control (AKC) der ZF Friedrichshafen AG[5][1]
- Active Rear Steering von Aisin Seiki[6][7]

## Geschichte
1903 stellte die Cotta Automobile Company aus den USA Dampfwagen mit Allradantrieb und Allradlenkung her.
Die Daimler-Motoren-Gesellschaft entwickelte 1907 den Dernburg-Wagen mit vier angetriebenen und gelenkten Rädern. Die Società Automobili Brevetti Angelino entwarf 1927 einen Prototyp mit Allradantrieb und Allradlenkung, der aber nicht in Serienproduktion ging. In den 1930er Jahren hatten die Mercedes-Benz-Geländefahrzeuge 170 VL und G5 eine Allradlenkung, ebenso bis 1940 zwei Typen von Einheits-PKW der Wehrmacht.
Der erste in Großserie gefertigte Straßen-Pkw mit Allradlenkung war der Nissan Skyline R31 mit  HICAS der 1985 erschien. Die Lenkung arbeitete mechanisch mit einem Planetentrieb: bei kleinem Lenkwinkel wurden die Hinterräder gleichsinnig zu den Vorderrädern eingeschlagen, bei großem gegensinnig. Weitere Autos mit Allradlenkung sind der Mitsubishi Sigma und der Mitsubishi 3000 GT sowie der Nissan 300ZX und der Honda Prelude. Auch der Mazda 626 in seiner dritten Generation, der Baureihe GD, und weitere, zumeist japanische Pkw waren und sind auf Wunsch mit einer Allradlenkung erhältlich. Bei BMW wurde zwischen 1992 und 1996 in der 8er-Baureihe (BMW E31) die sogenannte Aktive Hinterachskinematik (AHK) teilweise serienmäßig (im 850 CSi) oder gegen einen Aufpreis eingebaut.
Seit Ende der 2000er Jahre kommen Allradlenkungen einer neuen Generation zum Einsatz. So führte BMW zuerst in der damaligen 7er-Reihe eine Allradlenkung als Option ein (Integral-Aktivlenkung); diese ist auch in der neuen Generation der 7er-Reihe erhältlich sowie – ebenfalls optional – in Fahrzeugen der 5er- und 6er-Reihen. Bei Renault wird seit 2009 eine Allradlenkung optional angeboten (4control), zunächst im Renault Laguna GT, nachfolgend (ebenfalls optional) in den Modellreihen Talisman, Mégane und Espace. Auch der 2022 eingeführte Renault Austral ist mit einer Allradlenkung erhältlich. Im Jahr 2013 ging der Porsche 911 Turbo erstmals mit einer serienmäßigen Allradlenkung in Serie; 2016 folgte der Porsche Panamera mt dieser Option. Audi stattet bereits seit 2014 den Q7 mit einem System aus. Auch japanische Hersteller bieten im Luxussegment Fahrzeuge mit Allradlenkung an, so Infiniti im Modell QX70 (RAS – Rear Active Steering) sowie Lexus im Modell GS. Mit dem Ferrari F12tdf, dem Ferrari GTC4Lusso sowie dem Lamborghini Aventador (S Coupé) führten auch die italienischen Hersteller in den Modelljahren 2016/2017 diese Technologie ein.
Tesla Cybertruck (zurzeit nur auf dem US-Markt erhältlich) ist der erste Tesla mit Allradlenkung und Steer-by-Wire, ohne mechanische Verbindungen, an beiden Achsen.

## Sonstiges
Der Formel-1-Rennwagen der Saison 1998 McLaren MP4/13 hatte eine Bremsanlage, die durch Abbremsen eines Hinterrades – je nach Lenkeinschlag – höhere Kurvengeschwindigkeiten ermöglichen sollte. Zur Betätigung war ein zweites Bremspedal vorhanden. Diese Technik wurde von den Mitbewerbern als „Vierradlenkung“ bezeichnet und in der laufenden Saison verboten.